# Until the Ink Runs Out
Until the Ink Runs Out è il secondo album della band metalcore statunitense Eighteen Visions del 2000.

## Tracce
1. She Looks Good in Velvet – 3:35
2. She's a Movie Produced Masterpiece – 5:10
3. Champagne and Sleeping Pills – 6:14
4. Who the Fuck Killed John Lennon? – 5:24
5. The Nothing – 5:29
6. Wine 'Em, Dine 'Em, Sixty-Nine 'Em – 3:47
7. That Ain't Elvis Playing Piano – 3:48
8. Revolutionizing the Sound of Music – 3:46
9. Flowers for Ingrid – 6:27

## Formazione
- James Hart - voce
- Ken William Floyd - batteria
- Keith Barney - chitarra
- Mick Richard Morris - basso